# Masayuki Yanai
| Entdeckte Asteroiden: 27          | Entdeckte Asteroiden: 27 |
| --------------------------------- | ------------------------ |
| (3867) Shiretoko                  | 16. April 1988           |
| (3915) Fukushima                  | 15. August 1988          |
| (4263) Abashiri                   | 7. September 1989        |
| (4557) Mika                       | 14. Dezember 1987        |
| (4771) Hayashi                    | 7. September 1989        |
| (5121) Numazawa                   | 15. Januar 1989          |
| (5174) Okugi                      | 16. April 1988           |
| (5374) Hokutosei                  | 4. Januar 1989           |
| (6562) Takoyaki                   | 9. November 1991         |
| (6707) Shigeru                    | 13. November 1988        |
| (7828) Noriyositosi               | 28. September 1992       |
| (8182) Akita                      | 1. Oktober 1992          |
| (10117) Tanikawa                  | 1. Oktober 1992          |
| (11280) Sakurai                   | 9. Oktober 1989          |
| (11494) Hibiki                    | 2. November 1988         |
| (11546) Miyoshimachi              | 28. Oktober 1992         |
| (12746) Yumeginga                 | 16. November 1992        |
| (13561) Kudogou                   | 23. September 1992       |
| (13564) Kodomomiraikan            | 19. Oktober 1992         |
| (14441) Atakanoseki               | 21. September 1992       |
| (14443) Sekinenomatsu             | 1. Oktober 1992          |
| (14901) Hidatakayama              | 21. September 1992       |
| (17516) Kogayukihito              | 28. Oktober 1992         |
| (22346) 1992 SY12                 | 28. September 1992       |
| (23465) Karelanděl                | 24. Oktober 1989         |
| (24757) 1992 VN                   | 1. November 1992         |
| (35143) 1992 UF1                  | 19. Oktober 1992         |
| alle zusammen mit Kazurō Watanabe |                          |

Masayuki Yanai (jap. 箭内 政之; Yanai Masayuki; * 1959) ist ein japanischer Astronom und Asteroidenentdecker.
Zusammen mit seinem Kollegen Kazurō Watanabe entdeckte er an der Sternwarte in Kitami (IAU-Code 400) zwischen 1987 und 1992 insgesamt 27 Asteroiden.
Der Asteroid (4260) Yanai wurde nach ihm benannt.